# 浜松まつり

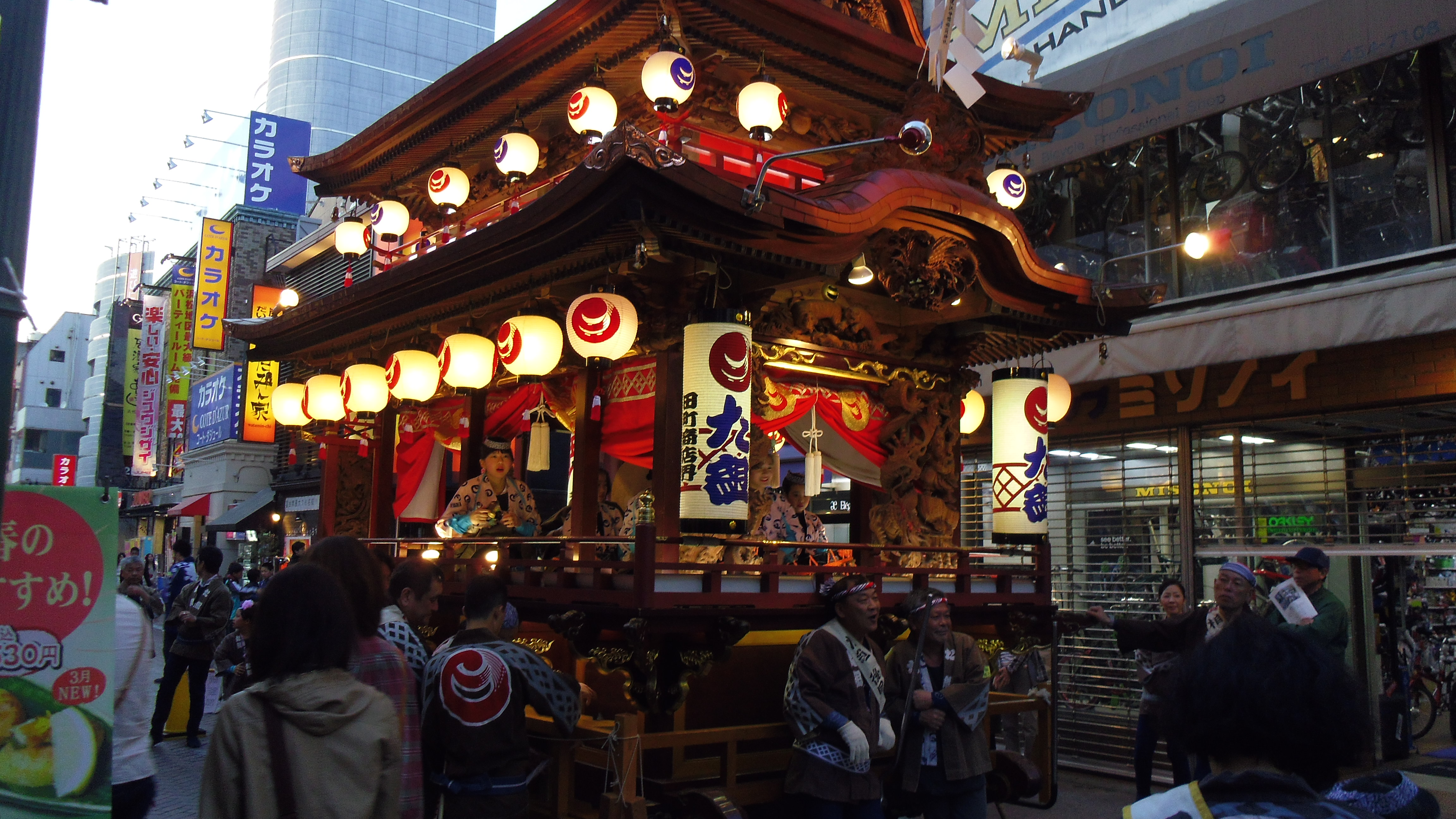
浜松まつりで引き回される屋台(た組)

浜松まつり（はままつまつり）は、浜松市で毎年ゴールデンウィーク期間中（現在は5月3日〜5日にかけて）に開催される年中行事である。通称は凧。また、凧祭り（たこまつり）とも呼ばれる。3日間の開催で、毎年約200万人の参加者が訪れる。

## 概要
毎年、現在は5月3日・4日・5日の3日間で行われる。地区により初日前の5月2日に前夜祭が開かれることもある。
「初祝い」の祭礼である。初祝いは、端午の節句にちなんで各町内の「おだいさま」（遠州弁でお屋敷を持つ家のことなどを指す）に跡取り（長男）が生まれたことを祝ったことがルーツとなっており、「初」と略される。その後初凧が一般的になると一般家庭の跡取り（長男）誕生時にも初祝いが行われるようになって現在に至る。さらに時代情勢の変化により、近年では長男（初祝いに由来して近年では「初子」と呼ばれる）の誕生のみならず次男以降や女児の誕生に対しても行われることが多い。昼には凧合戦、夜には御殿屋台の引き回しと練りが行われる。「まつり」と名が付いているものの、公式には特定の神社仏閣の祭礼ではなく都市まつりである。但し、地元の神社での安全祈願の為の参拝や、組長の持つ提灯と御殿屋台に御幣を飾る等の神事は行われる。かつてはゴールデンウィーク期間に開催される催し物の来場観客動員数日本一になるほどの盛況ぶりだったが近年、博多どんたくに観客動員数記録の座を奪われ、期間中の人出は年次によって100～150万人程度で推移している。2023年度は255万5千人。

## 沿革

### 起源
これまでその起源は、室町時代の永禄年間（1555年 - 1569年）に、引間城（現在の浜松城）の城主であった、飯尾豊前守（飯尾連龍）の長男・義広の誕生を祝って、入野村の住人であった佐橋甚五郎が義広の名前を記した大凧を揚げた、という史書『浜松城記』の記述を定説としていたが、近年になってこの縁起そのものが、1922年に五社神社を浜松市の総社とし、祭礼日を徳川秀忠の誕生日である5月4日に定めた。そして3日を前夜祭、5日を端午の節句と合わせて三連休にし、町の一大イベントとして位置づけるために先のような伝説的謂れを作ったというような創作であるとする研究が進んでいる。
現浜松市の市域において、端午の節句に凧を揚げることに関する最古の資料は、有玉下村（現:浜松市中央区有玉台）在住の国学者・高林方朗（みちあきら）の日記で、寛政元年(1789年)4月に初凧を購入したという記述が確認されている。
江戸時代の中期には、端午の節句に祝凧を贈って揚げるという風習は浜松だけでなく日本全国で行われており、嫁の里から凧が贈られ、贈られた家では、糸や用具を整え、それを近所の若者が揚げた。
明治に入り庶民の娯楽が多様化すると初凧の習俗は「時代遅れなもの」として次第に行なわれなくなってしまうが、明治7年頃に浜松の職人町に消防組が組織されると各町の若者同士の対抗意識が高まって町同士による凧合戦が行われるようになった。消防組単位で凧合戦に参加していたことを直接確かめる資料は見つかっていないが、消防組の影響は参加各町を組で表すことや、古くから参加している町の凧印には纏を図案化したものがあることからもうかがえる。
1884年（明治16年）の新聞には次のように記されている。
この記事からも消防組と凧合戦の関係がわかる。また、「太鼓喇叭で進退し」とあり、既にこの頃からラッパが凧合戦合図の為に使われていたことがわかる。現在でもこのラッパの始まりを、大正初期に和地山練兵場で開催された際に見物していた兵士によって吹かれたことから、と紹介されることがあるが誤りである。
この頃数組以上が集まって凧合戦が行われていた場所として田町の大安寺・法雲寺、北寺島町の機関庫建設予定地、新川端から馬込川端、伊場の鉄道工場建設予定地（現在のJR東海浜松工場）などがあったが大正7年からは和地山の練兵場（現在の和地山公園）に一本化されて行われ。第二次世界大戦による一時中断の後、1948年（昭和23年）には会場を一時的に中田島に移し、浜松市連合凧揚会主催で第1回の凧揚げ合戦が、城下町24か町を中心に50か町余の参加を得て開催された。

### 発展
1950年（昭和25年）、東海道本線の沼津駅～浜松駅間の電化を記念して正式名称が「浜松まつり」と定められた。
戦後の再開頃から行政が主導するようになると、浜松市の観光イベントとして急激に拡大路線へ転換した。和地山の旧練兵場がスポーツ公園として整備されることとなった1966年（昭和41年）より凧揚げ合戦は中田島での開催が固定された。その頃の浜松まつりの参加町・組数は、昭和40年代末から50年代半ばにかけて徐々に増加し、50年代末から平成2年にかけて激増していった。凧揚げの参加町数は、1973年（昭和48年）が49町で1980年（昭和55年）が66町、1990年（平成2年）が136町と増加している。
1970年（昭和45年）に自主的な管理組織であった連合青年団統監部が解散させられると、浜松市・観光協会・商工会議所・自治会連合会からなる浜松まつり本部が新たに組織された、観光路線に拍車がかかることになった。
1970年代の浜松まつり本部結成頃までは5月1日～5日の5日間で、市中練り・市中御殿屋台引き回しは3日～5日の3日間のみ行われていた。また、最初の2日間は町内のみで、当時は殆どの組が3日間とも市中に出ていた。

### 戦争以外による中止
2011年（平成23年）は、東北地方太平洋沖地震（東日本大震災）の影響を受け、被災地に対する配慮や市民感情を鑑み、戦後初の中止となった。この中止決定がなされるまでは中止するべきといった意見も寄せられていた が、市側が一方的に中止を決め、さらに自主的な凧揚げや屋台引き回しを行うのも自粛を要請したため不満の声が寄せられるようになった。鈴木修・スズキ会長兼社長（当時）も、経済的なダメージなどを理由にあげ中止に疑問を呈した。
2020年（令和2年）3月23日、新型コロナウイルス感染症の拡大を受け、浜松まつり組織委員会はこの年の同まつりについて、各町の個別活動も含めて全ての催しを中止することを決定した。2021年度は無観客での昼間の凧合戦のみの開催とし、鳴り物の使用や糸切り合戦を禁止した。また2022年度は御殿屋台引き回しと凧揚げ会場での鳴り物の使用が再開されたが新型コロナウイルスの影響で飲酒、練りや糸切り合戦などは禁止され、観客も上限3万人までと規模を縮小して開催した。2023年度は2019年度以来久々に練りや糸切り合戦は解禁されたが、感染対策のため引き続き飲酒は禁止され終了時刻も通常より早い21時とされた。

## 内容
練りや凧揚げ、糸切り合戦をする際に、掛け声は様々なバリエーションがあるが、主に「オイショ」「ヤイショ」などといったものが掛かる。練りではラッパのリズムに合わせられる。
なお、これら行事のための準備作業は4月頭ごろから大々的に行われ、各組の拠点である会所を開く「会所開き」もそれぞれ行われる。これ以外の事務作業や打ち合わせなどは春先の期間に限定されたものではなく、ほぼ通年で行われている。

### 凧揚げ合戦

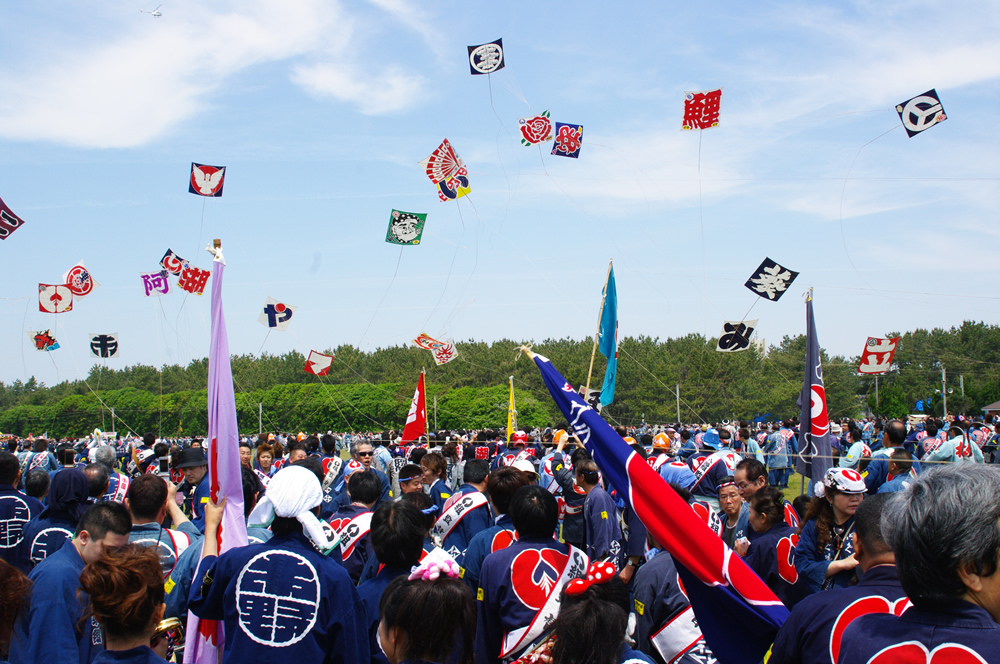
凧合戦の初日冒頭にて行われる開会式

凧揚げ合戦は、町（自治会）ごとが「組」や「連」というかたちで参加し、それぞれ固有の町紋（凧印）が描かれた大凧を揚げ、組同士で凧糸を切り合って競うものである。凧揚げ合戦は中田島砂丘にある遠州灘海浜公園で行われ、会場は「凧場」と呼ばれている（後述）。 凧印は各町によって異なり、町名の頭文字や町内の伝説に由来する絵柄などがある。
大凧は、主に初節句を迎えた家庭から一面ずつ提供される。この凧には初節供の祝いを迎えた子供の名前と家紋が隅に描かれ、「初凧」（はつだこ）と呼ばれる。近年では少子高齢化をはじめとする時代の変化から長男生誕祝い以外の凧が提供されることもある。これらとは別に、町ごとに各自で凧を持っており、それらは合戦に特化して使用される。
浜松まつりで使用する凧の大きさは、2帖から10帖まである。1帖とは美濃判（9寸×1尺3寸＝273mm×393mm）12枚で1.28m2の大きさ。4帖は48枚で2.4m四方、6帖では72枚で2.9m四方。8帖になると96枚貼りでおよそ3.25メートル四方となる。このうち4帖から6帖のものが、最も凧揚げ合戦に適しているといわれている。形は正方形で、骨組みは細かく丈夫に作られ、中心から大きく尾骨が突き出ており、他地方の凧と比べると頑丈で重い。これらの特徴は、凧を揚げることよりも揚がった後の糸切り合戦に重きを置いていることによる。最近では、揚げることのみを目的として軽量化した凧を揚げる組もある。初凧とは別に、祝凧として半帖凧を施主に別途プレゼントする場合もある。
凧糸は糸切り合戦の際のハンデを無くすため、現在では統一生産となっており浜松まつり会館で購入したもの以外を使用することは出来ない。また凧合戦を有利にするためにガラスを凧糸に吹き付けるなどといった行為も現在では禁止されている。
また、凧場では1つの組が同時に二枚以上の凧を揚げたり、届け出た凧印以外の凧を揚げたりすることは禁じられている。また、現在は凧場で使用可能な凧は10帖以下に制限されている。
開催時間は年々徐々に早くなっており、現在は10時(10時30分) - 15時であるが平成22年までは11時 - 15時だった他、平成7年時点では12時 - 16時であった。また、練兵場にて5日間開催だったころには12時 - 18時など、更に遅い時間で開催されていた。

### 練り
夜になると、各組単位で初凧を提供した家から凧揚げの労をねぎらって、町の若衆に振る舞い酒が出される。この時、規則正しく整列をして掛け声に合わせて摺り足で練り歩き、施主や初子のまわりで押しくらまんじゅうを激しくしたかのごとく、もみくちゃになるように荒々しく練り歩きを潰していく。また商店や会社、祭りの役員宅などで練ることもある。
なお、行事名としての練りは上記まつり当日夜間の練りを指すが、凧場などまつり当日夜間以外にも練ることがあり、こちらも練りと呼ばれる。
凧揚げ合戦同様、時代とともに時間が早くなっており、かつては深夜まで行われていたが現在では規約ならびに道路使用許可においては午後10時までと定められている。
「激練り」とは近年になってメディアを中心に広まった言葉で、古くから参加する組ではあまり使われない。同様に、近年に広まった言葉として「初家」があり、どちらも昭和期以前に発行された書籍や公式パンフレット、新聞記事等では記載が見られない。似たような事例として、上述した行事名としての練りを行為としての練りと区別するためか中日新聞では平成26年には新たに「夜練り」という言葉が用いられるようになった。

### 御殿屋台

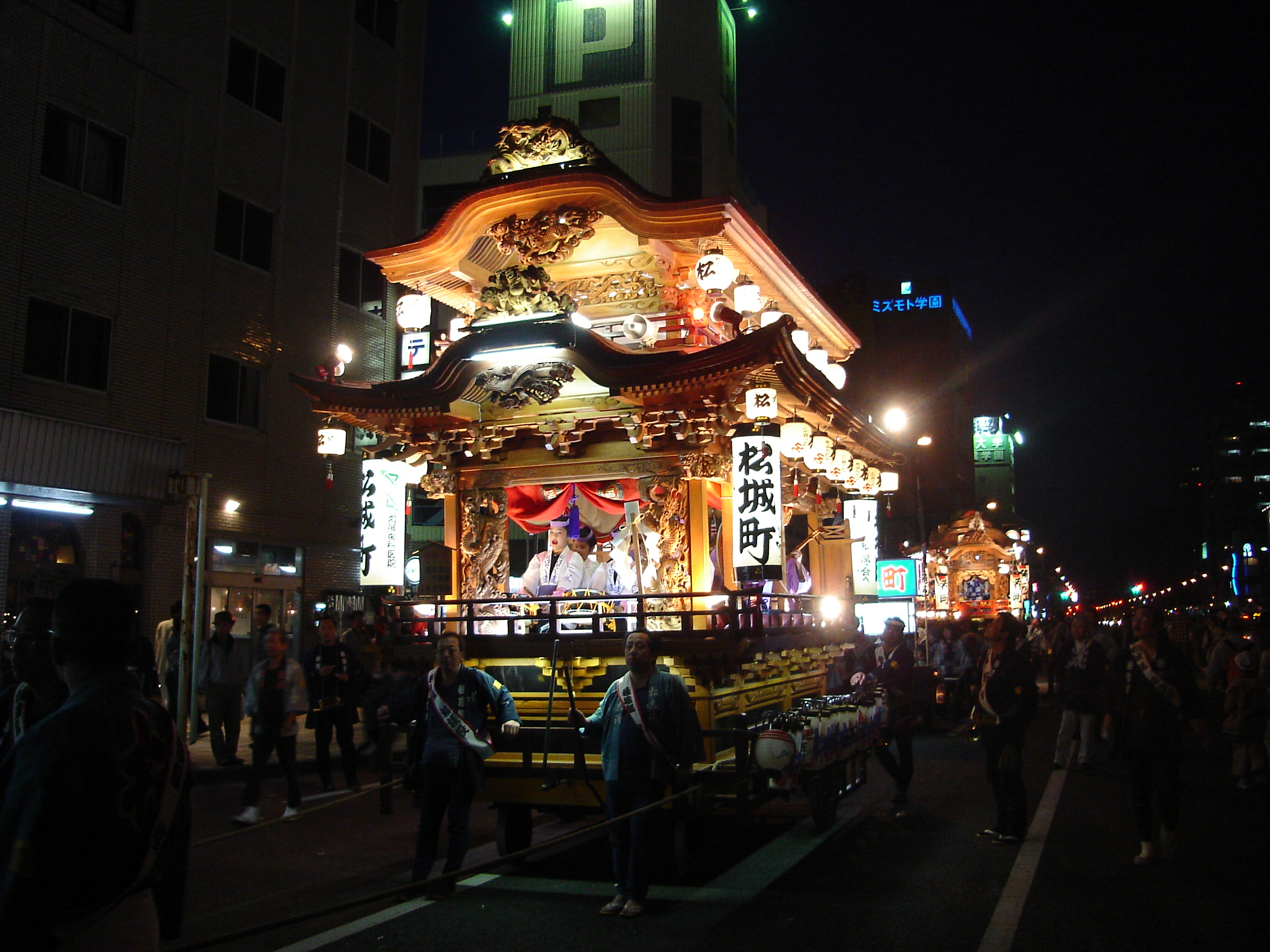
御殿屋台引き回し

御殿屋台（ごてんやたい）とは、祭車である屋台の一種で、豪華な彫刻や幕などで装飾されている。通常、御殿屋台または単に屋台と呼ぶ。遠州の御殿屋台には太鼓屋台をはじめ様々な種類があるが、浜松まつりの御殿屋台は掛塚式屋台である。
その昔、凧揚げから帰る若衆を迎えるために、伝馬町や千歳町の芸者衆が底抜け屋台を造って練り歩いたのが始まりとも言われている。それぞれに趣向をこらした見事な彫刻や提灯の飾りつけが施され、内では女の子達を中心に三味線や笛を用いたお囃子（おはやし）が奏でられる。浜松まつりの屋台で奏でられる囃子は「小鍛冶」「鞍馬」などの黒御簾や「梅は咲いたか」などの小唄が多いが、一般的な祭車（山車）と異なって、浜松の屋台が芸者の乗る「花屋台」として発展してきたためで、現在でも三味線や篠笛は芸者や稽古場の師匠などの音曲の専門家に任せる組が多い。
なお、御殿屋台を所有していない組や、所有していてももっぱら町内でしか引き回さない組も存在する。

### その他のイベント
凧や屋台以外にも地元の学校や吹奏楽団によるパレードや「ミス浜松」コンテスト、ミニ凧揚げの体験コーナーや物産展など様々なイベントが開催される。
2013年5月5日には東京ディズニーリゾート開園30周年記念のパレードが同時開催され、2023年5月5日には同年放送の大河ドラマどうする家康に出演している松本潤などが参加する騎馬武者行列が同時開催された。

## 特徴

### ラッパ
ラッパは幼稚園児や小学生を中心とした子供から大人までの参加者により吹奏される。
当祭典では凧場・練りともに本来は軍隊で信号伝達の手段として使用される信号ラッパ(ビューグル)を用いて、凧合戦を鼓舞したり練りを指揮したりする。これは、日本で近代的軍隊が整備され始めた幕末から明治・大正時代にかけて、祭りの運営が消防団や青年団を主体に行われていたことや会場として練兵場などが使用されたことに由来すると言われている。もともとは各町でごく一部しか吹ける人がいなかったが、昭和後期以降には、参加町数の増加や、参加者の変化（女性・子供の増加）があり、ラッパ吹奏者が増加した。
曲目は、旧日本陸軍のらっぱ譜「駆足行進」や「速足行進」を独自の曲調にアレンジし編曲したものが最も多く演奏され、主に強強弱弱4拍子のリズム（組による例外あり）がひたすら繰り返される。このほか、万歳三唱に合わせてラッパを吹聴するほか、一部の組では三三四拍子に合わせたり独自のファンファーレを持っていたりする。
近年、ラッパの吹奏は「ラッパ隊」、とりわけ未就学児から小中学生らを対象とした「子供ラッパ隊」として、子ども会を中心に組織されていることが多い。こうしたことに起因してか信号ラッパは浜松市民にとってはとても馴染み深く、練りとともに浜松市のみならず遠州地域では広域的に一種の文化となっている。詳細は#他地域への波及やビューグルも参照。
信号ラッパが楽器として使用される祭典文化は遠州地域以外にも一部地域で点在するが、そちらについて、ならびに浜松まつりに由来する浜松市および遠州地域各所のラッパ文化そのものについてはビューグル#楽器としての信号ラッパを参照のこと。

### 服装
肉襦袢（鯉口シャツとも呼ばれる）に腹掛け、股引（ももひき）に地下足袋を着用した上で各町で定められた法被を着用する。肉襦袢の代わりに網シャツを着る場合もある。
伝統的な浜松まつりスタイルでは（腹掛けと法被の間の）内半纏は着用しないが、現在では着用している参加者もいる（ただし組によっては内半纏の着用は禁止されている）。また、規約上は地下足袋でなく雪駄を履くことは禁止されているが、実際に雪駄履きを容認するかどうかは組によって異なる。
各組の役員は、法被の上に襷（タスキ）をかける。タスキには赤・青（緑を指す）・ピンクがあり、青ダスキは組長など責任の重い者が、ピンクダスキは自治会役員が着用する。

## 課題

### 非参加者との温度差と騒音問題
規約で定められた行事全体の終了時間は午後10時とはあるが屋台の引き回しが終了する午後9時ごろから初練りを始めたりしているためどうしても規約時間内に収めることはできず、規約の定める時間を大幅に超えてしまうのが現状である。また、酒を飲んで騒いだり、盛り上がった参加者が勝手にラッパを吹き続けたりする、といった参加者個人の問題も非参加者との温度差を生む要因になっている。
3日間に渡り夜遅い時間まで市内各地でラッパを鳴らすことが騒音問題となり、参加していない市民（非参加者）などからの苦情の要因にもなっており、「子供を寝かしつけるのにうるさい」「明日仕事なのに寝られない」といった批判が起こる。毎年のように苦情が上がるため、警察に苦情が入ると直接町の幹部に指導がいく体制となっている。
しかし、まつり参加者を中心として（規約上の）終了時刻を延長すべきという意見も多く、平成26年には終了時刻を午後11時に延長することがまつり本部より提案されるなど、非参加者との温度差は激しい。このような温度差があるのは、浜松まつりは神事ではないため無関心層の理解が得られにくい という見解があり、組織委統監部の丸井通晴部長は非参加者への配慮の必要性を訴えているほか、田町の仙田治興自治会長は「子供のためのまつり」という原点に立ち返って欲しいと主張している。

### 肥大化の弊害
かつて「日本一の凧合戦」と謳われた浜松の凧であるが、今日では伝統的な凧糸の切り合いの技が見られなくなっている。今でも公式サイトやパンフレットには「チョン掛け」「釣り上げ」といった技の解説が掲載されているが、今日においてそれらの技を見ることは少ない。これは祭りの参加町数が過去30年の間に3倍近くまで膨張し、技術そのものを持っていない組が増えたことに加え、会場である遠州灘海浜公園白羽地区（通称「凧場（たこば）」）が手狭になってきていることなどによる。なお、糸切り合戦に消極的な一部の組は、凧を揚げることに特化して骨組みを少なくした軽量凧を使用している。
肥大化による弊害は夜の屋台引き回しや練りでも顕著で、遠方から夜間輸送をしてまで市中心部に屋台を持ってきたり、浜松まつりの屋台ではない秋季に市内各地で行われる収穫祭の太鼓屋台を引き回したりする組が出ており会場は飽和状態にある。かつては、大通りに四方の道路から屋台や練り隊が進入し迫力ある大きな渦も見られたが、現在大通りにおける屋台・練り隊の進行方向は一方（反時計回り）、追い越し禁止、町または連合・ブロック毎に縦列に並び進行、大通り沿いで練りを潰すことができる場所はみずほ銀行浜松支店前の交差点一箇所のみと規制されている。
国内有数の規模に発展した反面で、凧合戦や練りは本来の荒々しさを失い、伝統の継承が危ぶまれる現在にあって、古い時代を知る人々からは浜松まつりの変容を危惧する声があがっている。
また、これに起因して一部では旧町と新参加町の間に軋轢が生じている。例えば「収穫祭の屋台を引き回す新参町は（浜松まつり型屋台ではない為）出るべきではない」などという意見もあり、議論の余地を残したまま（まつり本部の方針により）参加町は増加する一方である。
一方で、新参加町の中には「本命は収穫祭、浜松まつりは子供会の行事」といった位置付けの町もあり、これもまた軋轢の一因となっている。

### まつりの変容
元来、凧合戦と屋台と練りが浜松まつりの根本であったにもかかわらず、それらの祭の趣旨から外れたイベントが増え、祭り本来の姿が崩れ始めている。合同練り（揶揄して百姓行列とも呼ばれる）や、ミスコンテストやサンバパレードが執り行われるなど、まつりの本筋とは関係のない行事が付け加えられている。
その上「合同練り」のような新しいイベントが次々と始まったことで、古くから参加している市中心部の町が場所・時間の制約を受け、本来有るべき姿の屋台引き回しが出来ない状況にあり、さらに後の初練りの運行にも支障を来たしている。市中心部の交通規制解除は午後9時であるが、現在午後9時前に屋台の引き回しを終了するのは不可能で、交通量の多い繁華街の道路で子供達の引く屋台のすぐ脇を車が通り抜けることとなり、総会で危険を訴えた町もある。

### 非正規参加者の増加
浜松まつり参加規約によれば、組毎に定められた法被を着用し、その法被には毎年購入するワッペンが貼り付けられている必要があるが、非正規の服装で参加する者も居る。なお、私服で凧合戦や練りに参加すること、法被を脱いで腹掛け姿で居ることは禁止されている。法被の丈も膝上20cmまでと規定があるがそもそも規約を知らない人の参加が多い。
また、初練りは本来凧合戦の疲れを労って振舞われるものであるが、凧に参加せずに練りだけに参加したり、或いは初祝いには何の関心も示さない、言わばタダ酒目的の参加者もいる。

### 他地域への波及
元来ラッパや練りと無縁な、浜松市内各区の神社の秋祭りや中央区雄踏町の火祭り、浜名区浜北地区の祭礼などに近年、ラッパが用いられるようになったり練りが行われたりしている。これによりその地域の本来の伝統文化が失われるとして危惧されているものの、他方では、文化伝播の一事例として興味ぶかく、肯定的に捉えることも可能である。

### 運営主体の問題
現在、前述の通り歴史的経緯により結果的に浜松まつりの運営は浜松市が主体となっているが、これを疑問視する声も多い。これは参加町の肥大化や観光化は運営主体が浜松市となってから起こったこと、歴史的には各町の連合が運営主体であったこと、まつり本部と各参加町との壁が大きいことなどから言われている。
前述した戦後初の中止問題でも市の一方的決定で中止されたため同年の総会や新聞の投書にてそれを指摘する声が多発し、翌年より組織再編が行われた。しかし運営主体が浜松市であることには変化はない。

## 参加町
参加各町は町名と併用でまつり組織として組（一部は連）を名乗る。ここでは組名は省略し、町名のみの記載とする。なお、住居表示の実施などにより住所上の町名と参加町名が一致しない場合があるが、浜松まつりにおいては参加町名での表記に統一されているため本記事でもそれに倣う。
2019年には174組が参加した。参加町は近隣の参加町同士で16の「ブロック」に分かれている。
| ブロック           | 参加町 | 別名                                                     |
| ------------------ | --- | -------------------------------------------------------- |
| 第1ブロック(16町)  | 利町、紺屋町、松城町、 元城町、 連尺町、 肴町、田町、池町、尾張町、元目町、北田町、 鍛冶町、千歳町、伝馬町、大工町、神明町                                              | 風心会（鍛冶町、肴町、田町、大工町、伝馬町、千歳町のみ） |
| 第2ブロック(10町)  | 野口町、 八幡町、船越町、常盤町、早馬町、東田町、馬込町、松江町、新町、板屋町                                                                                           |                                                          |
| 第3ブロック(5町)   | 山下町、中沢町、元浜町、下池川町、高林町 | 北部会(旧北部会)                                         |
| 第4ブロック(8町)   | 元魚町、旅籠町、平田町、塩町、成子町、東菅原町、西菅原町、東伊場 | 縣居ブロック（県居ブロック）                             |
| 第5ブロック(10町)  | 若林町、若林町北、篠原地区、鴨江町、鴨江北町、栄町、中山町、三組町、西伊場町、入野地区                                                                                  | 西部連合(佐鳴台一丁目含む)                               |
| 第6ブロック(18町)  | 高町、亀山町、広沢町、蜆塚町、名残町、 布橋南、布橋北、文丘町、追分町、東上池川町 西上池川町、和地山町、山手町、西山町、富塚町、富塚町北、富塚町西、和合町西和          | 西部会                                                   |
| 第7ブロック(2町)   | 佐鳴台一丁目、佐鳴台 |                                                          |
| 第8ブロック(7町)   | 住吉町、 葵東、和合町、泉、小豆餅、幸、萩丘 |                                                          |
| 第9ブロック(12町)  | 新津町、茄子町、助信町、曳馬町三浦、曳馬町本郷、曳馬町宮、曳馬町金屋 曳馬町阿弥陀、細島町、十軒町、早出町、上島町                                                       | 曳馬連合(北部会)                                         |
| 第10ブロック(12町) | 砂山町、寺島町、龍禅寺町、北寺島町、三島町 寺脇町、中田島町、砂丘、白羽町、瓜内町、楊子町 、米津町                                                                      |                                                          |
| 第11ブロック(9町)  | 海老塚町、浅田町、森田町、神田町、南栄、新橋町、小沢渡町、 倉松町、卸本町                                                                                               | 南部会（第15ブロックを含む）                             |
| 第12ブロック(12町) | 木戸町、相生町、佐藤西南、佐藤中町、天神町、富吉町、向宿町、名塚町、領家町 中島町本町、中島町諏訪、中島町市場                                                           |                                                          |
| 第13ブロック(20町) | 植松町、子安町、丸塚町、上新屋町、上西町、大蒲町、市野町、小池町、中田町、原島町 天王町、下石田町、上石田町、和田町、天竜川町、薬師町、安間町、篠ヶ瀬町、神立町、宮竹町 |                                                          |
| 第14ブロック(18町) | 西町、渡瀬町、三和町、飯田町、下飯田町、安松町、芳川町神出、芳川町大橋、本郷町、本郷町東、頭陀寺町、恩地町、参野町、立野町、西伝寺町、 金折町、都盛町、四本松町         |                                                          |
| 第15ブロック(3町)  | 西島町、江之島町、遠州浜 |                                                          |
| 第16ブロック(13町) | 葵西、三方原町、三方原南、高丘、初生町、初生北、西ヶ崎、湖東町、大山町、有玉北西南、百里園、三方原百園、半田山                                                          | 北星連合                                                 |

### 昭和30年以前からの参加町（旧町）
50音順にて、町名は現行の参加町名で表記。
相生町 浅田町 池町 板屋町 海老塚町 追分町 尾張町 鍛冶町 亀山町 鴨江町 北田町 北寺島町 木戸町 元目町 紺屋町 栄町 肴町 佐藤中町 佐藤西南 塩町 下池川町 新町 助信町 砂山町 住吉町 田町 大工町 高町 高林町 千歳町 寺島町 天神町 伝馬町 常盤町 富吉町 中沢町 中島町市場 中島町諏訪 中山町 名残町 平田町 成子町 西上池川町 西菅原町 野口町 旅籠町 八幡町 早馬町 東伊場 東上池川町 東菅原町 東田町 広沢町 船越町 馬込町 松江町 松城町 三組町 向宿町 元魚町 元城町 元浜町 森田町 山下町 龍禅寺町 連尺町 和地山町

### 新参加町
町名は現行の参加町名で表記。
- 1975年（昭和50年） 卸本町
- 1976年（昭和51年）  砂丘　入野地区
- 1978年（昭和53年） 領家町
- 1981年（昭和56年） 布橋北
- 1982年（昭和57年） 三島町
- 1983年（昭和58年） 中島町本町 西伊場町 山手町 神田町 早出町
- 1984年（昭和59年） 名塚町 布橋南 倉松町 下石田町 曳馬町本郷
- 1985年（昭和60年） 茄子町 頭陀寺町 和合町 富塚町 本郷町東 鴨江町北 曳馬町阿弥陀 葵東 芳川町大橋
- 1986年（昭和61年） 泉 幸 上新屋町 佐鳴台 十軒町 上島町 葵西 小豆餅 新津町 和田町 三和町 安松町 萩丘
- 1987年（昭和62年） 曳馬町三浦 白羽町 恩地町 瓜内町 文丘町 金折町 南栄 高丘町 初生町北
- 1988年（昭和63年） 和合町西和 利町 中田島町 佐鳴台一丁目 渡瀬町 参野町 曳馬町金屋 西町
- 1989年（平成元年） 飯田町 曳馬町宮 西伝寺町
- 1990年（平成2年） 下飯田町 安間町 本郷町 西山町 遠州浜 三方原町 西島町 天王町 湖東町 植松町
- 1991年（平成3年） 寺脇町 芳川町神出 楊子町 有玉西南北町
- 1992年（平成4年） 上西町 小池町 小沢渡町 篠原地区 立野町 富塚町北 富塚町西 中田町 三方原南
- 1993年（平成5年） 丸塚町 子安町 市野町
- 1994年（平成6年） 天竜川町 初生町 細島町
- 1995年（平成7年） 大蒲町 西ヶ崎町 都盛町
- 1996年（平成8年） 原島町 四本松町 半田山
- 1997年（平成9年） 江之島町 薬師町 若林町
- 1998年（平成10年） 新橋町
- 1999年（平成11年） 上石田町 百里園
- 2001年（平成13年） 大山町
- 2002年（平成14年） 米津町
- 2006年（平成18年） 篠ヶ瀬町
- 2007年（平成19年） 神立町 若林町北
- 2009年（平成21年） 三方原町百園 宮竹町
- 2025年（令和7年） 神明町

### 参加町の減少
2020年代に入ると、人手不足などの理由により参加を休止する町が発生。
2023年には富吉町などが参加を休止したため171ヶ町での開催となった。

## 現在の開催場所
すべて浜松市中央区内。
- 凧合戦
  - 遠州灘海浜公園白羽地区（通称:凧場）
- 中央御殿屋台引き回し・中央練り
  - 中心部の交通規制区域
- 町内御殿屋台引き回し・初練り
  - 各参加町内

### 交通
- まつり当日は市内各所で交通規制がされ、規制区間へはマイカーの乗り入れが一切できない[31]。
  - 凧揚げ会場周辺（国道1号線以南）で交通規制がされる。凧揚げ会場周辺（昼間）は指定車輛（事前に申請した関係者車両・区域内住民の車両）・バス・タクシーのみは乗り入れることが出来る。
  - 中心街（夜間）は基本的に全車両とも乗り入れが出来ず、路線バスも迂回運転となる。ゴールデンウィーク期間中に中心街で交通規制が行われることから中心街周辺でも大変混雑し渋滞が多発するので、当該地域での移動は徒歩や遠州鉄道鉄道線（遠鉄電車）の利用が望ましい。
  - 各町内で御殿屋台引き回しや練りが行われ、この時に組の担当者により各町で道路が封鎖される。封鎖される場所や時間は道路使用許可に基づくが、毎年固定されているわけではない（御殿屋台引き回しや練りの進行ルートは基本的に毎回異なるため）。
- 凧場（凧揚げ会場）へは浜松駅から会場（中田島砂丘）までは遠州鉄道のシャトルバスたこ直や路線バスが運行されている。マイカーの場合は、飯田公園駐車場からもたこ直が運行されている。なお、浜松市民向けに、各路線から直通の直行バス（名前は同じく「たこ直」）が運行されているが、そちらについてはたこ直を参照のこと。
- 夜の練りや屋台の引き回しへの参加・見学のために中心街に入るには、遠鉄電車遠州病院駅か第一通り駅から徒歩、もしくは遠鉄バスで県総合庁舎や広小路、浜松駅などを利用する。バス停は、市役所前、伝馬町、かじ町、田町中央通りなどが近いが迂回運転のため停車せず、前述の駅かバス停から徒歩で行くしかない。
- 凧場→町内への帰還や、町内練り・町内御殿屋台引き回し参加・見学により遠州鉄道鉄道線が混雑するため、夕刻を中心に臨時列車の増発や4両編成運行便の増加が行われる。この際、通常は使用されない新浜松駅2番線が使用される。

## 関連
- 生粋の浜松人は、結婚式やハロウィンなどの浜松まつり以外の各種行事の際にも「練る」ことが多い。特に浜松市内の一部の結婚式場ではオプションメニューで「練り」が設定されている（希望によっては式場の社員による練りのサクラが用意されることもある）。

### 関連商品
浜松まつり会館など、浜松まつりを主眼とする施設ではミニ凧など、様々な独自の関連商品が発売されているが、ここでは、浜松市内で市販されているものを挙げる。
- GEKINERI Dance remix - 地元企業のイケヤ株式会社がプロデュース。浜松まつりのテーマ（進軍ラッパ）をリミックスカバーしたCDシングル。市内の小中学校の運動会やイベントなどで使用される。かつてはEPレコードの「激練（Geki-neri)」もリリースされていた（年代不明、東芝EMI）。
- 凧たこあがれ - たこまんが発売する菓子。浜松まつりの大凧にちなんでいる。

### 関連番組
斜体字は生中継番組
浜松まつりスペシャル（ラジオ）
まつり期間中にFM Haro!（浜松エフエム放送）が生放送する特別番組。
浜松まつり御殿屋台引き回し生中継（テレビ）
5月3日・4日・5日夕方にケーブル・ウィンディ（浜松ケーブルテレビ・旧:テレビはままつ）が放送する御殿屋台引き回しの生中継番組。凧揚げのハイライトも放送される。東海デジタルネットワークセンターに加盟している愛知・岐阜・三重の一部のケーブルテレビの東海ケーブルチャンネルでも視聴できる。なお、以前は最終日(5日)は放送されていなかった。
やいしょおいしょ 祝！浜松まつり 初子ちゃん紹介（テレビ）
4月～5月頃にケーブル・ウィンディ（浜松ケーブルテレビ・旧:テレビはままつ）で放送される初子紹介番組。
特番「燃えよ浜松まつり」（テレビ）
5月下旬にテレビ静岡にて放送される浜松まつりのハイライト番組。（年1回の放送であるが、1987年より続く超長寿番組）
司会/進行：徳田克己　製作：クロオビプロジェクト
この他、ケーブル・ウィンディ（浜松ケーブルテレビ・旧:テレビはままつ）を中心に、準備の光景や観光ガイド、ミスコンの風景などが冬～春を中心に随時放映されている。

### 関連施設
- 浜松まつり会館 - 中央区中田島町に位置する浜松まつりの資料館。浜松まつり期間中に[臨時]中田島砂丘バス停（たこ直乗降場）となる遠州灘海浜公園駐車場の南隣に位置しており、凧揚げ会場からも近い。